# 邮差的白夜
《邮差的白夜》 (俄语：Белые ночи почтальона Алексея Тряпицына; Belye nochi pochtalona Alekseya Tryapitsyna) 是一部2014年安德烈·康查洛夫斯基执导的俄罗斯剧情片，入围第71届威尼斯影展主竞赛单元，并赢得最佳导演奖。

## 剧情
讲述在俄罗斯北部的一个偏僻的小村庄，村民主要通过一名驾驶着一辆机动小船的邮差与外界联系。

## 角色
- Timur Bondarenko - Timur, Irina的儿子
- Irina Ermolova - Irina，寡妇
- Aleksey Tryapitsyn - 暗恋Irina的邮差

## 创作
安德烈导演在新闻发布会上表示，“这是第一次我拥有完全自由的经历。拍摄这部影片时我自己有足够资金，于是从创意，制片，编剧再到执导和演员，不受任何限制。这是我拍给自己的作品，没想到最后却发现有人喜欢”。片中的所有演员都是由村庄里的真实人物原生态工作了一年时间。